# A Selva
A Selva és una pel·lícula hispano-portuguesa-brasilera de l'any 2002 dirigida per Leonel Vieira. Es tracta d'una adaptació del conte A Selva, de Ferreira de Castro, que retrata les seves experiències al Brasil. La pel·lícula va guanyar el premi "Millor Pel·lícula" als Globes de Ouro del 2003 i fou nominada al Goya al millor so.

## Argument
Alberto (Diogo Morgado) és un jove monàrquic portuguès que en 1912 es va exiliar al Brasil. Allí, ell és contractat per Velasco (Karra Elejalde), un capatàs espanyol per a treballar al cor de la selva. Alberto descobreix un món estrany i salvatge, en la qual els indis, la febre i la bogeria dels homes són perills quotidians.

## Repartiment
- Diogo Morgado - Alberto
- Karra Elejalde - Velasco
- Maitê Proença - Dona Yayá
- Chico Díaz - Firmino
- Cláudio Marzo - Juca Tristão
- Gracindo Júnior - Sr. Guerreiro
- José Dumont - Agostinho
- Roberto Bonfim - Caetano
- João Acaiabe - Tiago
- Carlos Santos - Macedo
- António Melo - Filipe
- Ruy de Carvalho - Comendador
- Francisco Mendes - Mulato